# Ricardo Borrero Álvarez
Ricardo Borrero Álvarez (Aipe, 24 de agosto de 1874-Bogotá, 11 de mayo de 1931) fue un pintor colombiano, considerado un gran exponente del paisajismo, y uno de los más importantes de la pintura colombiana.
Borrero desarrolló un estilo, considerado pionero en el arte colombiano, al basar su obra por completo en los paisajes exteriores. Gozó de éxito entre las élites de su país, siendo sus obras publicadas en revista y panfletos de gran circulación.
Borrero se formó en la Escuela de Bellas Artes de Bogotá, de la que llegó a ser rector entre 1918 y 1922. También recibió formación artística en Europa, donde perfeccionó su estilo y adoptó nuevas técnicas de paisajismo, mismo que también enseñó a su regreso a Colombia..
Pese al éxito en su época, en la actualidad Borrero se considera casi desconocido.

## Biografía
Ricardo Borrero Álvarez nació en zona rural de Aipe, el 24 de agosto de 1874 (bautizado en Gigante), en el departamento del Huila, Colombia.
En 1894 cursó estudios en la Escuela de Bellas Artes de Bogotá, en donde fueron sus maestros los españoles Luis de Llanos y Enrique Recio y Gil, y el pintor bogotano Andrés de Santa María. Luego, continuó estudios en Sevilla (España) a partir de 1895. Al regresar a Colombia su éxito artístico fue inmediato, como lo corroboran - aparte de la atracción del público por su trabajo - su rápido nombramiento como profesor de la Escuela Nacional de Bellas Artes.
Borrero Álvarez falleció en Bogotá el 11 de mayo de 1931 a causa de una epidemia infecciosa que azotó la capital y que cobró un gran número de víctimas.

## Familia

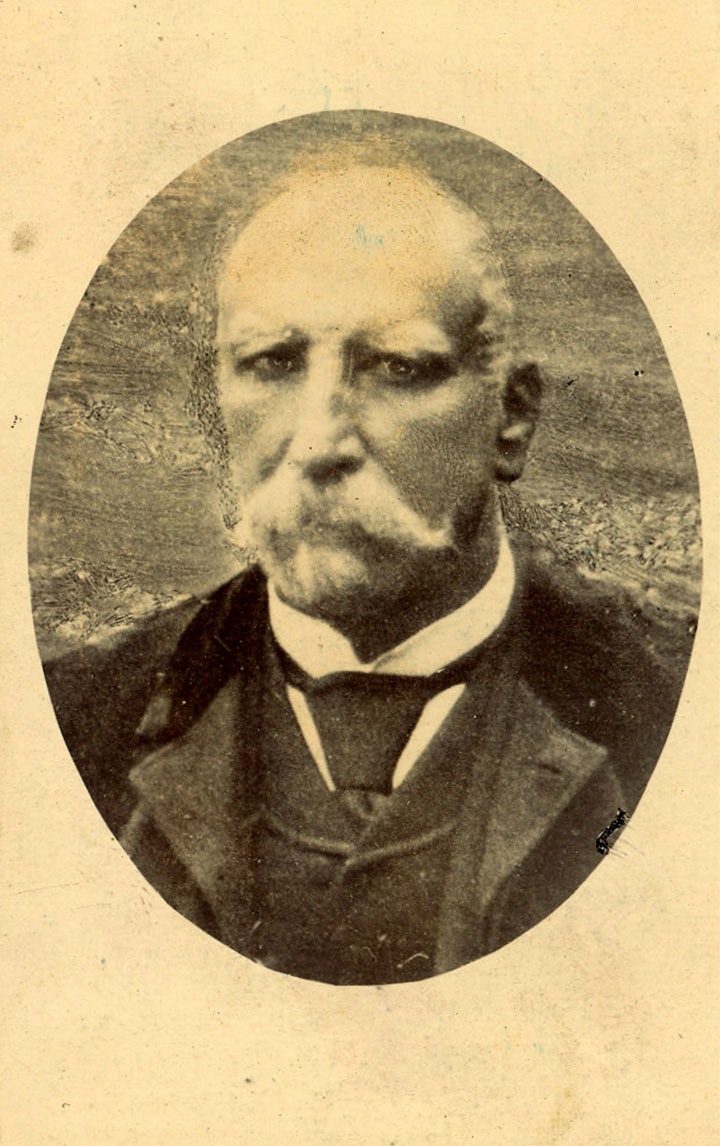
Su tío, Francisco Eustaquio Álvarez.

Ricardo Borrero Álvarez hijo del hacendado Tomás Borrero Falla y de Cleotilde Álvarez Rivero. Sus hermanos eran Delfín, Francisco, Ruperto, Mario, Guillermo, Emilio y María Inés Borrero Álvarez. Inés fue la madre de la feminista Clotilde García Borrero así como del escritor Joaquín García Borrero, miembro de la Academia de la Lengua y de la Sociedad de Americanistas en París, parlamentario y primer gobernador liberal del Huila, padre a su vez de la folclorista huilense, Inés García de Durán. 
Su padre era hermano de Manuel Borrero Falla, de quien era nieta Elisa Borrero Perdomo, dama que se casó con el político huilense Misael Pastrana Pastrana, padres a su vez del médico Hernando, y del abogado y político conservador Misael Pastrana Borrero, quien ocupó la presidencia de Colombia entre 1970 y 1974. Misael, sobrino bisnieto de Ricardo, se casó con María Cristina Arango, hija del político radical liberal Carlos Arango Vélez, con quien tuvo a sus hijos, el periodista Juan Carlos, y el también periodista, abogado y político conservador Andrés Pastrana Arango, presidente de Colombia entre 1998 y 2002.  En conclusión, Ricardo Borrero es, por línea materna, tío bisabuelo de Misael Pastrana, y tío tatarabuelo de Andrés Pastrana.
Su madre era hermana del polémico congresista, alcalde de Bogotá y filósofo Francisco Eustaquio Álvarez.